# 람세이헌트증후군 2형
람세이헌트증후군 2형(Ramsay Hunt syndrome type 2), 또는 귀대상포진(herpes zoster oticus)은 안면신경다발인 슬신경절이 수두대상포진바이러스에 의해 감염되어 발생하는 장애를 말한다. 람세이헌트라는 이름은 이 증후군을 처음 묘사한 신경학자 제임스 람세이 헌트(James Ramsay Hunt)의 이름에서 따온 것이다.

## 증상
급성 안면 신경마비가 대표적이며, 일반적으로 귀 통증, 혀 앞부분 2/3가량의 미각 상실, 안구 및 구강의 건조를 동반한다. 귓바퀴, 혀, 경구개에 홍반성 소수포성 발진이 발생하는 경우가 많다.
슬신경절 부근에 청신경이 밀집되어있기 때문에 그 영향으로 귀울림, 청각 상실, 현기증이 나타나기도 한다. 삼차신경이 영향을 받는 경우 얼굴의 감각 마비가 발생하기도 한다.

## 병리생리학
람세이헌트증후군 2형은 슬신경절에 발생한 대상포진이다. 수두대상포진바이러스는 감염 초기에 수두를 일으킨 후 체내의 신경세포에 잠복한다. 평상시에는 면역계에 의해 억제되다가 질병 등의 이유로 면역계가 약해진 경우 신경세포를 타고 돌아다니다 슬신경절을 감염시키는 경우 위의 증상이 나타나는데, 슬신경절은 안면 근육의 운동, 귀와 귓바퀴의 촉각, 혀 앞부분 2/3가량의 미각, 안구와 구강을 촉촉하게 유지하는 기능을 하기 때문에 이러한 증상이 나타나는 것이다. 단순히 안면근육만 마비되는 경우 벨마비일 가능성이 높다.
그러나 증상이 없다고 바이러스 감염이 없는 것은 아니다. 소수포가 올라오지 않았음에도 귀 피부에서 수두대상포진바이러스가 검출된 사례가 보고되었다.

## 진단
람세이헌트증후군 2형은 귓바퀴나 외이도의 소수포 등 의학적 특징을 통해 진단할 수 있다. 그러나 구분이 모호한 경우 소수포액 속에서 수두대상포진바이러스를 PCR이나 면역형광법의 방법을 통해 검출함으로써 확실하게 검진할 수 있다. 백혈구 수, 전해물 등을 통해 검진할 수도 있다. 눈물을 배양한 후에 PCR을 통해 바이러스를 검출할 수도 있다. 그러나 단순히 벨마비인 경우에도 25~30%의 환자의 눈물에서 수두대상포진바이러스가 검출된다. 수막염, 뇌실염, 수막뇌염 등 중추신경계통 질병과 연관되기도 하며, 따라서 의심 증상을 보이는 경우 요추천자(lumbar puncture)를 통해 척수액을 채취하여 분석하거나 컴퓨터 단층 촬영(CT)를 통해 추가적인 진단을 시행하는 것이 제안된다.

## 예방
수두대상포진바이러스에 대한 면역을 미리 습득시킴으로써 대상포진에 대한 면역력을 생성할 수 있다. 대표적인 대상포진백신으로는 조스타박스(Zostavax)가 있다.

## 치료
안면 마비가 발생한 후 3일 내에 프레드니솔론과 항바이러스제의 일종인 아시클로버를 투여함으로써 대부분의 환자가 완치되었고, 7일 이후에 투여를 시작했을 때에는 완치율이 급격히 낮아졌음이 보고되었다. 그러나 스테로이드를 투여했음에도 불구하고 환자의 22%만 치료되었다는 연구결과도 존재한다.
치료가 늦어지는 경우 안면마비가 영구적으로 지속될 수 있으며, 청각이 상실된경우 치료를 통해 회복하지 못하는 것으로 보고되었다. 현기증의 치료를 위해 디아제팜이 사용될 수 있다.